# Tre Pini - Poggio dei Fiori
Tre Pini - Poggio dei Fiori – anche Tre Pini o Villaggio Azzurro – è un'area residenziale del Municipio Roma IX di Roma Capitale. Fa parte della zona Z. XXVIII Tor de' Cenci.
Esterna al GRA, è delimitata da via di Mezzocamino, che la separa dalla frazione di Spinaceto a sud-est e da quella di Tor de Cenci a sud, e da via Cristoforo Colombo a nord-ovest, che la separa dalla zona di Mezzocammino.

## Storia
Sorse negli anni sessanta del XX secolo in un'area precedentemente compresa in diversi latifondi appartenenti a varie famiglie, situazione tipica della campagna romana fino alla grande riforma fondiaria del dopoguerra.
La zona fu lottizzata per edificarvi un centro residenziale destinato a piloti dell'Alitalia, situazione da cui derivò il nome con cui il quartiere è popolarmente conosciuto diffusamente a Roma, ossia Villaggio Azzurro, in riferimento al colore del cielo.
Il nome ufficiale è però Tre Pini - Poggio dei Fiori, doppio in quanto corrisponde a due distinte parti in cui il quartiere si può suddividere: Poggio dei Fiori è il primo nucleo, sorto nei primi anni sessanta, il "Villaggio Azzurro" vero e proprio, costituito dalle villette quadrifamiliari destinate primariamente ai piloti, e facenti capo al consorzio Ceplac. Il nome Poggio dei Fiori non è però mai entrato nell'uso comune, e a tutt'oggi si può considerare artificioso e non usato quotidianamente da nessuno. Tre Pini invece è la zona sorta successivamente, molto più grande, in un'area limitrofa a quella delle prime villette, e oggi costituisce il vero cuore pulsante dell'intero quartiere. Il nome "Tre Pini", in riferimento ora solo alla suddetta area, ora per estensione all'intero quartiere, è invece molto usato specialmente da parte dei residenti. Il nome comune riferito all'intero quartiere, a livello dell'intera città di Roma resta comunque, come detto, "Villaggio Azzurro".
Il nome "Tre Pini" è stato adottato dal comprensorio sorto appunto a partire dagli anni sessanta su concessione del Comune di Roma ed è quindi stato usato negli atti ufficiali, fino alla presa in carico delle strade, fogne e illuminazione da parte del Comune di Roma negli anni ottanta circa. Il nome deriva dal fatto che, durante la lottizzazione e le successive edificazioni, è stato imposto, per ciascun lotto, la piantumazione di tre alberi di pino. Girando per le strade è possibile vedere i nuclei di pini piantati a tre a tre.

## Geografia antropica

### Urbanistica
Il quartiere è composto da tre aree rialzate poste su altrettante collinette, in mezzo alle quali si trova un'area più bassa, una sorta di piccola depressione o "gola" (situazione orografica assai comune nell'Agro romano), attraverso la quale passa la storica via di Mezzocammino.
Questa trae il suo nome dal fatto di trovarsi più o meno a metà strada tra il centro di Roma e Ostia, lungo la via Ostiense, dalla quale si diparte; pertanto nei secoli passati, quando ci si recava verso il mare, giunti in questa zona si aveva effettuato "metà del cammino".
Su una delle tre collinette, quella situata in adiacenza al quartiere Tor de' Cenci, e attraversata dalla via di Tor de' Cenci, si trova la parte più antica del quartiere, quella denominata ufficialmente Poggio dei Fiori. È costituita da una serie di eleganti villette quadrifamiliari immerse nel verde, intonacate alternativamente di rosso e di bianco, che nella loro regolarità danno un aspetto omogeneo all'area. Furono costruite tutte entro la fine degli anni sessanta.
A nord di questa collinetta se ne erge un'altra, in direzione del quartiere Spinaceto e limitrofa ad esso, che ospita invece la parte più recente del quartiere, sorta a partire dagli anni novanta (le prime abitazioni furono consegnate nel 1995). È costituita anch'essa da villette, ma bifamiliari, e di concezione architettonica più moderna, tutte in mattoni rossi a vista. L'effetto di insieme è un po' monotono, e può ricordare in parte le zone edificate a villette a schiera di alcune periferie inglesi; tuttavia qui la monotonia è riscattata dall'ampia presenza di verde. L'asse di questa zona è la via Eduardo De Filippo.
Infine, la terza collinetta si trova in prossimità della via Cristoforo Colombo, e ospita un'area edificata a partire dagli anni settanta; è occupata da un gran numero di ville, immerse nel verde, e da palazzine, architettonicamente molto varie, al cui centro, come una sorta di acropoli, si trova, nel punto più alto dell'intero quartiere, una piazza dove si erge la "Torre" (vedi più oltre), e intorno alcuni esercizi commerciali.

### Il centro del quartiere e i principali edifici
In mezzo a queste tre aree rialzate si trova l'area più bassa del quartiere, attraversata dalla via di Mezzocammino e caratterizzata architettonicamente da grandi palazzi residenziali. In questa zona si trova il centro pubblico, con tutti i principali servizi ed esercizi commerciali, che fanno perno sulla Piazza-giardino sistemata negli anni 2000, dove si trova anche il capolinea dell'autobus 705; la Piazza-giardino è costituita da aree verdi alternate ad aree attrezzate per lo svago, e da un parcheggio per automobili. Altro asse di questa parte del quartiere è la via Francesco Bartolomeo Rastrelli, anch'essa commerciale e discretamente animata.
Un po' decentrata, si trova la chiesa del quartiere, la parrocchia "Santa Maria della Consolazione", costruita nei primi anni ottanta. Quest'ultima è notevole e spesso apprezzata dalla critica soprattutto per le sue forme sobrie e ariose, costituite da un'unica sala quadrata coperta da un soffitto a piramide, con sullo sfondo, dietro l'altare, una vetrata che dà su un piccolo giardino interno, elemento che dona grande luminosità all'interno dell'edificio.
Uno dei simboli del quartiere, ben noto a tutti i residenti, è la sopracitata "Torre", un edificio di incerta origine, che serviva come cisterna per l'irrigazione dei latifondi agricoli, situata sulla cima di una delle tre collinette che formano le parti alte del quartiere, quella adiacente alla via Cristoforo Colombo. Tale edificio a forma di torre (trasformato in abitazione privata), pur non molto alto, si erge comunque come solido punto di riferimento spaziale.

## Architetture religiose

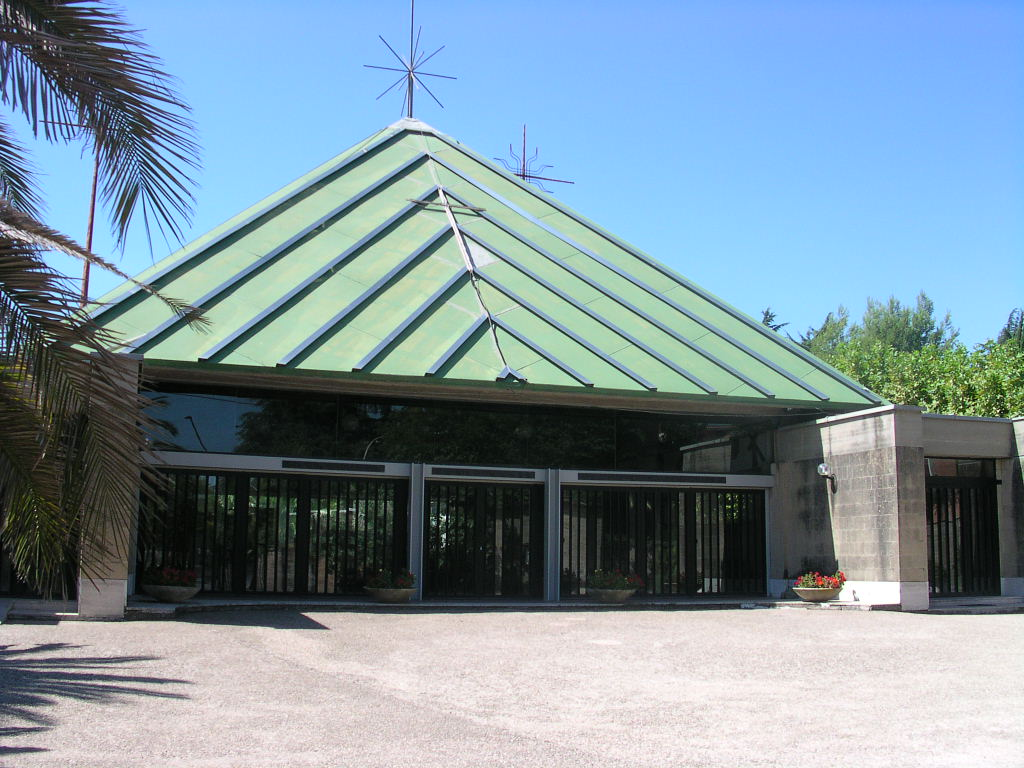
La chiesa di Santa Maria della Consolazione

- Chiesa di Santa Maria della Consolazione a Tor de' Cenci, su via Aldo Della Rocca. Chiesa del XX secolo (1983).